# Craterellus tubaeformis
Craterellus tubaeformis é uma espécie de fungo pertencente à família Cantharellaceae.